# Leucocelis polyspila
Leucocelis polyspila är en skalbaggsart som beskrevs av Hermann Julius Kolbe 1907. Leucocelis polyspila ingår i släktet Leucocelis och familjen Cetoniidae. Inga underarter finns listade i Catalogue of Life.